# 双桥公园

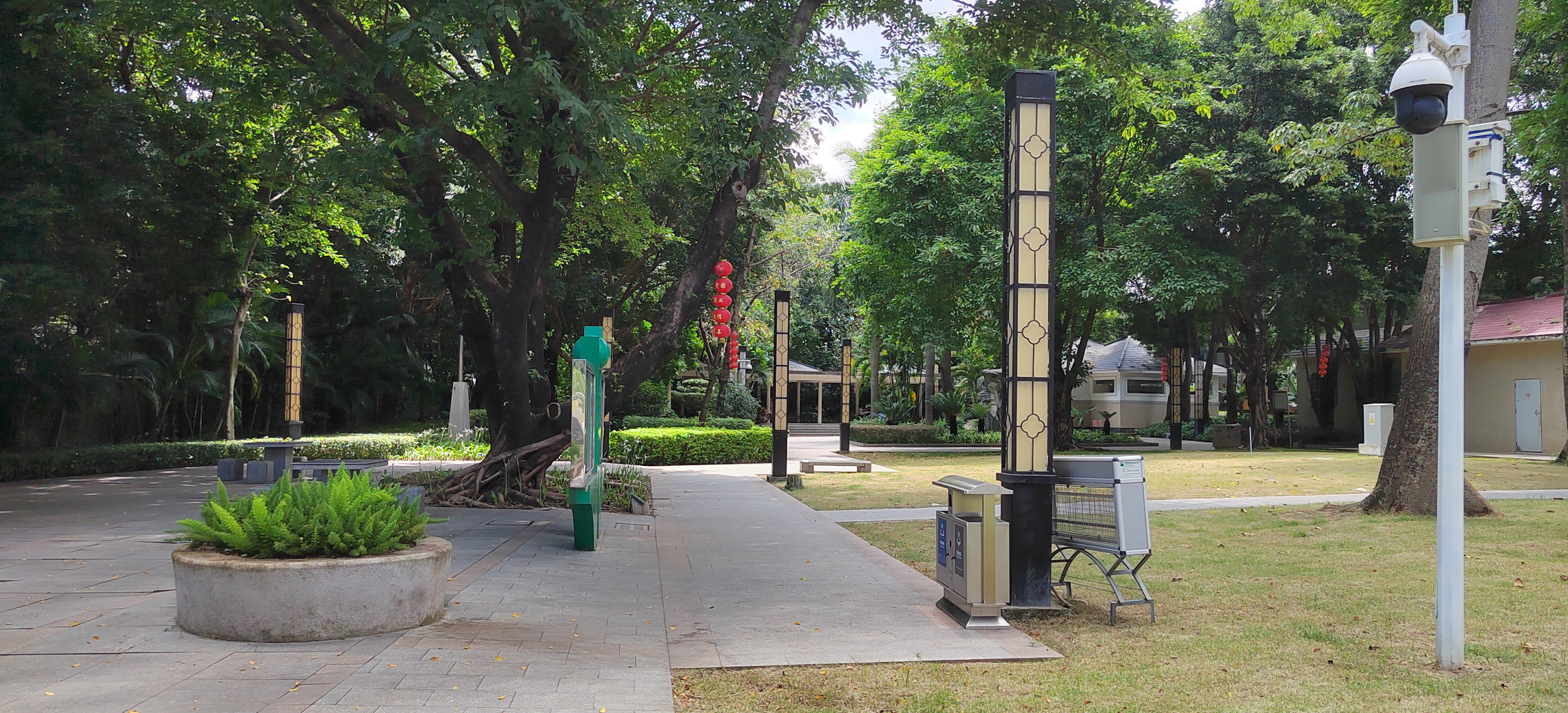
双桥公园（东园，摄于2022年6月27日）

双桥公园是中国广东省广州市的一个公园，在1960年珠江大桥建成后不久就对外开放了。它位于荔湾区大坦沙，珠江大桥广茂铁路正线行车轨道与东行道路之间的位置。

## 公园基本情况
双桥公园被桥中路隔开而分成东园和西园，总面积达6.9公顷，里面均以绿化造景为主。

## 历史
双桥公园完工开放后一直实行收费开放制度，它还在1997年翻新过。2005年，因广州地铁5号线坦尾站建设需要，双桥公园东园正式关闭，仅保留西园继续对外开放。虽然，2009年7月1日，公园正式免费对外开放，但东园一直关闭而没有继续对外开放。直到2020年11月，东园才开始拆除围墙，并于2021年1月底完成改造。到这个时候，东园才恢复对外开放。